# Coussinet plantaire
Les coussinets sont des structures cornées glabres à fonction protectrice, amortissante et isolante, garnissant le dessous des pattes de certains mammifères, notamment le chat.

## Utilité pour le chat

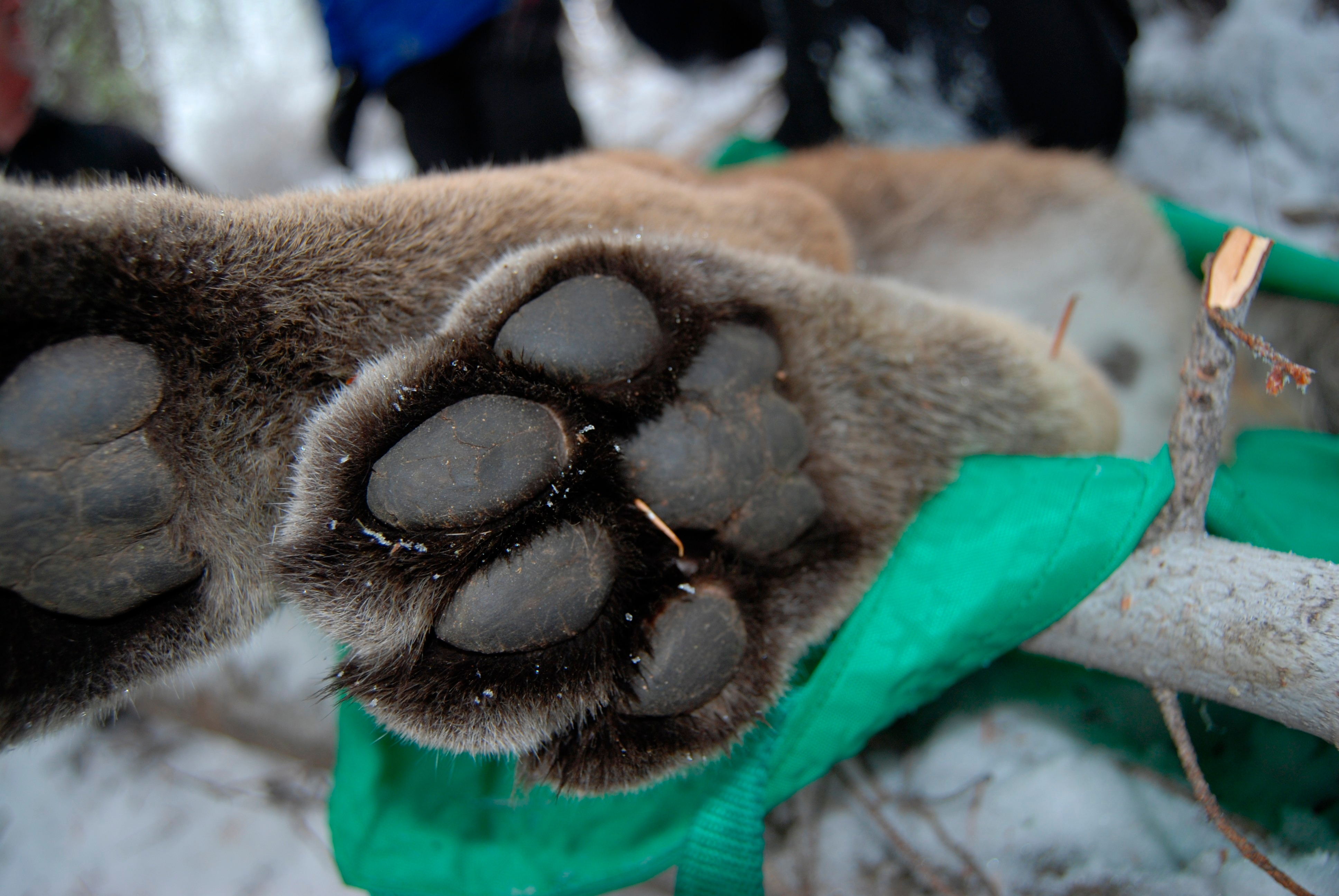
Coussinets d'un puma.

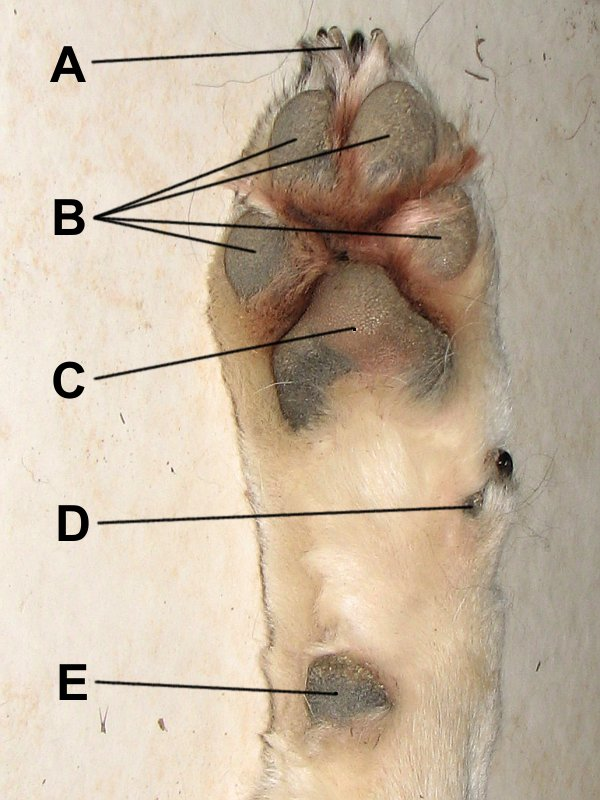
Extrémité de la patte d'un chien. A : griffes ; B : coussinets digitaux ; C : coussinet palmaire ; D : ergot ; E : coussinet carpien.

Les coussinets du chat exercent des fonctions isolantes et protectrices sur l’animal.
Étant donné que le chat se déplace uniquement sur la pointe des pieds et donc sur ses coussinets (pelotes plantaires), ceux-ci lui permettent de se déplacer en silence et de réaliser des virages sans glisser lorsqu'il poursuit une proie. Cette manière de marcher lui permet également de faire preuve d'une précision remarquable lorsqu'il bondit,, et lui assure une finesse et une discrétion sur tous les terrains,,,.
Ce sont des récepteurs tactiles ultra-sensibles. En contact avec le sol, le chat peut sentir les vibrations du sol et connaître des informations utiles et précises sur la nature de sa proie, sa température, sa taille, sa position et son comportement. Ainsi, le félin sent le danger ou l'opportunité pour attaquer habilement,,,.
Entre leurs coussinets, les chats possèdent des glandes qui libèrent une « huile parfumée » que les autres félins peuvent repérer. Le chat, en griffant des meubles ou des arbres, dépose un peu de cette odeur et indique où il est allé, ce qui lui permet de marquer son territoire,,.